# Roser Massaguer Malleu
Roser Massaguer Malleu   (Palafrugell, 1957) és una política catalana que va ser regidora a l'Ajuntament de Palafrugell des de 2015 i fins al 2023, en l'àrea de d'Hisenda (2017-2019) i després en la de Benestar social (2017-2023). El 2023 va ser elegida presidenta de la secció local d'Esquerra Republicada de Catalunya a Palafrugell com a substituta de Xavier Segura, qui ho havia estat des del 2007.
Va participar en projectes com l’ampliació del Centre d’Atenció Primària (CAP) de Palafrugell, així com en programes d’habitatge social, com el programa Reallotgem de la Generalitat de Catalunya i el dels primer habitatge d'emergència cooperatiu al municipi amb la col·laboració de Sostre Cívic.
És diplomada en Ciència Empresarials i actualment és jubilada. Va exercir com a treballadora de la banca i professora de classes de repàs. En l'àmbit associatiu, és una de les fundadores de l'Agrupació Excursionista Palafrugell i de la Coral Nit de Juny, de la qual era presidenta el 2024.